# Referendum sul capo di Stato greco del 1862
Dal 19 novembre 1862 (1º dicembre del calendario gregoriano) si tenne in Grecia per tutto il mese un referendum per confermare Alfredo, duca di Sassonia-Coburgo-Gotha come capo di Stato. 
I risultati furono annunciati nel febbraio dell'anno successivo e dei 240.000 votanti, il 95% era a favore del duca di Sassonia. Il precedente re, Ottone, deposto durante una rivolta popolare, ricevette un solo voto. Alcuni voti andarono alla scelta di un principe greco, mentre 93 voti erano favorevoli ad una Repubblica. 
Nonostante il risultato apparentemente travolgente, Gran Bretagna, Francia e Russia non diedero il permesso a nessuna persona delle rispettive famiglie regali di accettare il trono greco. La scelta dovette ricadere sul principe Guglielmo di Danimarca che, seppur ricevette solamente sei voti, accettò il trono prendendo il nome di Giorgio I di Grecia. 

## Antefatti
Nell'ottobre 1862, il re Ottone fu deposto durante una rivolta popolare, e seppur la popolazione era contraria ad Ottone, non era però contraria alla monarchia.
Molti greci, per favorire i rapporti con la Gran Bretagna, videro nel principe Alfredo, secondogenito della regina Vittoria e del principe Alberto, un candidato per al trono. Henry John Temple, segretario degli affari esteri britannico, ritenne che i greci "anelassero all'aumento del territorio", pensando che avrebbero poi spinto, con un re inglese, per l'incorporazione delle Isole Ionie, allora protettorato britannico, nel regno greco.
La Convenzione di Londra del 1832, tuttavia, proibì a qualsiasi famiglia regnante delle principali potenze di accettare la corona di Grecia e, in ogni caso, la regina Vittoria era fermamente contraria alla proposta fatta al figlio. Ciò non fermò comunque i greci, che scelsero di tenero un referendum nel novembre 1862 sulla questione; questo fu il primo referendum mai tenuto in Grecia.

## Risultati
I risultati furono annunciati dall'Assemblea nazionale greca a febbraio. Il numero di voti totale differisce tra i vari annunci e a volte il numero di voti supera il numero totale di votanti. Le differenze non sono frutto di manipolazioni, ma derivano da imprecisioni, errori di stampa e ritardi nella raccolta e nel conteggio dei voti. I voti erano raramente, se non mai, segreti e non c'erano schede elettorali stampate in modo uniforme. I chiamati al voto ricevevano una scheda dove potevano esprimere la loro preferenza. 
| Risultati del referendum           | Voti    | fonte       |
| ---------------------------------- | ------- | ----------- |
| Principe Alfredo                   | 230 016 | [ 7 ] [ 8 ] |
| Un principe dai Leuchtenberg       | 2 400   | [ 7 ] [ 8 ] |
| Un re ortodosso                    | 1 917   | [ 7 ] [ 8 ] |
| L'imperatore di Russia             | 1 841   | [ 7 ] [ 8 ] |
| Granduca Nicola                    | 1,821   | [ 7 ]       |
| Un re                              | 1 763   | [ 7 ] [ 8 ] |
| Principe Nicola di Russia          | 1 741   | [ 7 ]       |
| Lunga vita ai tre poteri           | 482     | [ 7 ]       |
| Granduca Costantino                | 478     | [ 7 ]       |
| Principe Napoleone                 | 345     | [ 7 ] [ 8 ] |
| Un principe dai Bonaparte          | 246     | [ 7 ] [ 8 ] |
| Una repubblica                     | 93      | [ 7 ] [ 8 ] |
| Un principe russo                  | 14      | [ 7 ]       |
| Principe Amadeo I d'Italia         | 13      | [ 8 ]       |
| Un principe imperiale di Russia    | 9       | [ 7 ]       |
| Un principe della famiglia Romanov | 8       | [ 7 ]       |
| Conte delle Fiandre                | 7       | [ 7 ] [ 8 ] |
| Principe Guglielmo di Danimarca    | 6       | [ 7 ] [ 8 ] |
| Un principe dei Ypsilantis         | 6       | [ 7 ] [ 8 ] |
| Giuseppe Garibaldi                 | 3       | [ 7 ]       |
| Enrico d'Orléans                   | 3       | [ 7 ]       |
| Napoleone III                      | 2       | [ 7 ]       |
| Un principe di Svezia              | 2       | [ 7 ]       |
| Francesco d'Orléans                | 1       | [ 7 ]       |
| Patrice de Mac-Mahon               | 1       | [ 7 ]       |
| Eynard the Philhellene             | 1       | [ 7 ]       |
| Ottone, il re deposto              | 1       | [ 7 ]       |
| Totale voti                        | 241 202 | [ 7 ] [ 8 ] |

## Conseguenze
Nonostante la maggioranza avesse scelto Alfredo, la Gran Bretagna non accettò l'elezione e il principe dovette rifiutare il trono. Anche molti altri candidati dovettero rifiutare poiché l'accettazione del trono greco avrebbe violato la Convenzione di Londra. La scelta alla fine ricadde su Guglielmo di Danimarca,  il secondo figlio del re Cristiano IX, che accettò il trono. Guglielmo fu eletto all'unanimità dall'Assemblea greca e prese il nome di Giorgio I di Grecia, regnando per i successivi 50 anni. 